# Kazakhophotina corrupta
Kazakhophotina corrupta (лат.) — вид вымерших богомолов, типовой и единственный в роде Kazakhophotina. Обнаружен в меловых отложениях Казахстана (Кзыл-Жар), датированных туронским ярусом.

## Описание
Мелкого размера богомолы, длина переднего крыла 19 мм. Отличается костальным полем (между жилками Sc и C) более широким, чем субкостальное поле (между жилками Sc и R); жилка М двухветвистая, жилка CuA 4-ветвистая.
Вид Kazakhophotina corrupta был впервые описан в 1993 году российскими палеоэнтомологами Вадимом Геннадьевичем Грачёвым и Владимиром Васильевичем Жерихиным (ПИН РАН, Москва), вместе с видами Baissomantis maculata, Baissomantis picta, Cretophotina mongolica, Vitimophotina corrugata, Megaphotina sichotensis, Chaeteessites minutissimus.
Валидный статус был подтверждён в 2003 году в ходе ревизии меловых богомоловых американским энтомологом Дэвидом Гримальди (Grimaldi David A., American Museum of Natural History, США).

## Систематика
На февраль 2020 года таксономическое положение рода Kazakhophotina остаётся неясным: авторы первоначального описания поместили его в состав семейства Chaeteessidae, а в результате ревизии 2003 года род отнесли к отряду богомоловых incertae sedis, то есть не включили ни в одно из семейств отряда.